# Lo sguardo estraneo, ovvero la vita è un peto in un lampione
Lo sguardo estraneo è un romanzo del 1999 di Herta Müller.

## Trama
Testo autobiografico, Lo sguardo estraneo riflette su quello che viene definito "il punto di vista degli artisti", ovvero un punto di vista diverso, particolare. 
Herta Muller invece interpreta lo sguardo estraneo non come la posizione o la condizione degli artisti, ma come sguardo sulla prevedibilità.
Il romanzo si conclude con una storiella; c'è un vecchio signore che non guarda nulla, con gli occhi persi, ma se qualcuno passa e gli chiede cosa sta guardando, il vecchio semplicemente risponde: nulla, ossia è conscio che non sta osservando intenzionalmente qualcosa. "Questa storiella è la più breve descrizione di che cosa sia la prevedibilità. La conosco da vent'anni e da allora vado a sedermi accanto al vecchio sulla panchina", scrive Herta Muller. "Ma ancora non riesco a credergli sino in fondo".

## Edizioni
- Herta Müller, Lo sguardo estraneo, ovvero La vita è una scorreggia in un lampione, traduzione di Mario Rubino; con una nota di Adriano Sofri, Sellerio, Palermo 2009